# YAGF
YAGF — программа, предоставляющая графический интерфейс пользователя для систем оптического распознавания символов CuneiForm и Tesseract. YAGF является свободно распространяемой программой для операционной системы Linux.

## Функции
- Графические форматы ввода данных: PNG, JPEG, BMP, TIFF, GIF, Portable anymap (PNM, PGM, PBM, PPM) и другие. Импорт PDF-файлов с использованием программ Ghostscript или PDFtoPPM (входит в состав Poppler).
- Форматы вывода данных
  - Текст: текстовый файл, HTML.
  - Изображения: PNG, JPEG.
- Поворот страниц.
- Автоматическая обработка изображений - устранение наклона, устранение дефектов изображения, повышение контраста.
- Автоматическое и ручное выделение блоков текста на странице.
- Проверка орфографии при помощи программы Aspell.
- Получение изображений со сканера посредством программы XSane.
- Распознавание нескольких изображений по порядку за один проход (пакетное распознавание).
- В версии 0.9.5 появилась начальная поддержка распознавания таблиц.

## Используемые компоненты
- Qt — для графического интерфейса.
- CMake — для компиляции программы.